# 演芸おんせん
演芸おんせん（えんげいおんせん）は、日本のお笑いコンビ。マセキ芸能社所属。スクールJCA19期出身、旧コンビ名はフカミドリ。

## メンバー
杉山 栄一（すぎやま えいいち、1987年12月25日（37歳） - ）
ボケ・ネタ作り担当。
茨城県笠間市出身、茨城キリスト教大学卒業。身長173 cm、体重57 kg。血液型はA型。BWHはそれぞれ79.2・70.2・89.3。足のサイズ26.5 cm。
趣味は音楽ライブ鑑賞（ZAZEN BOYS、坂本慎太郎）、銭湯巡り、卓球、無印良品に行く、掃除。特技はテトリスでチェックの模様を作ること。
『タモリ倶楽部』の空耳アワーに投稿が採用されたことがある。
2023年3月頃から体調不良に伴いコンビとしての活動は休止状態となっていたが、2024年1月12日開催の事務所ライブ『アンスリウムレッド』を以て活動を再開。休業期間中に長髪となり、宅建の資格を取得した。

矢巻 駿（やまき しゅん、1990年6月18日（35歳） - ）
ツッコミ担当。
群馬県前橋市出身、群馬県立前橋商業高等学校卒業。身長172 cm、体重80 kg。血液型はA型。BWHはそれぞれ98.7・97・101.2。足のサイズ26 cm。
趣味は野球観戦（横浜DeNAベイスターズ）、パワプロ、あだち充漫画、打ちっ放し、芸人と毎日酒を飲むこと、早押しクイズ、歌舞伎町巡り。特技は上毛かるた。
薬局でアルバイトをしている。
資金難からカズレーザー（メイプル超合金）を含む合計6人ほどの芸人で事故物件に同居していた。
群馬にいた頃は「やまきよし」というアマチュアコンビで活動し、地元のアマチュアお笑いライブ「わくわくお笑いパラダイス」に出演していた。当時の仲間には侍スライス・パーマ大佐・アンゴラ村長（現・にゃんこスター）・アンペアーがいる。
2009年7月から2014年9月にかけて、群馬県桐生市のコミュニティラジオFM桐生にて地元の漫才コンビ「アンペアー」らとともに「上州お笑い熱血塾!!」パーソナリティーを務めていた。
2020年から金髪と色付き眼鏡という風貌になった。
2021年4月10日より、個人のYouTubeカップルチャンネル 現『明日、私は矢巻のカノジョ』を開設。動画を数個公開する度に彼女が変わっているという不思議な・ネタかどうかも判然としないチャンネル運営を展開している。

## 来歴
杉山は大学3年時、企業に就職して出世する自信がなかったため就活はせず親に大学3年で中退して芸人になりたいと相談するも、卒業だけはしてほしいと言われたため大学卒業後にスクールJCAへ19期生として入学。矢巻は大学進学を目指して1浪するも受験した大学全部に落ち、どうしようかと悩んだ結果芸人になることを決意。大学に落ちたからか親の反対はなかった。
杉山はトリオ「スリーパーズ」を結成し、プロダクション人力舎よりデビュー。その中のメンバーにはこじま観光がいた。ネタは3人全員で書いていたがやりたいことが3人ともバラバラでなかなか意見がまとまらず、わずか半年で解散。その頃同じく19期生でトリオ「地獄」を解散し、何もしていなかった矢巻を誘って2011年にコンビ「フカミドリ」を結成。
「スリーパーズ」はボケ・ツッコミの無いコントのネタがほとんどで、杉山はボケ・ツッコミがはっきりしたネタをやりたかったため「地獄」でツッコミを担当していた矢巻に声をかけた。矢巻は「地獄」で真ん中に立って左右にいるボケの2人をツッコむことに違和感を覚え、さらにネタを書きたくなかったため杉山の誘いに応じた。なお、ネタを書いてくれるなら相方は誰でもよかった。
2020年8月18日、コンビ名を「フカミドリ」から現在のものへの改名を発表した。スクールJCA時代の先輩である佐野（牛女）としんのすけ（元ハッピーエンド）が以前組んでいたコンビ「演芸おんせん」から拝借しており、厳密には「改名」でなく「襲名」という形としている。

## 芸風
正統派のしゃべくり漫才を得意とする。M-1グランプリでは2016年の1回戦敗退を除いて2015年 - 2021年まで3回戦進出、2020年と2022年は準々決勝進出。

## 賞レース戦績
M-1グランプリ
- 2015年 3回戦進出[13]
- 2016年 1回戦敗退[13]
- 2017年 3回戦進出[13]
- 2018年 3回戦進出[13]
- 2019年 3回戦進出[13]
- 2020年 準々決勝進出[13]
- 2021年 3回戦進出[13]
- 2022年 準々決勝進出[13]
- 2024年 3回戦進出[13]

その他の賞レース
- 2017年 第38回ABCお笑いグランプリ 最終予選進出
- 2021年 マイナビ Laughter Night 8月度月間チャンピオン[1]
- 2021年 マイナビ Laughter Night グランドチャンピオン大会 決勝進出[14]

## 出演

### テレビ
- 有田ジェネレーション（TBSテレビ、2019年9月3日初出演）
- くりぃむナンチャラ（テレビ朝日、2020年6月5日・12日）

### ラジオ
- マイナビ Laughter Night（TBSラジオ）

フカミドリ
2017年6月30日・9月29日、2018年1月5日・3月23日・4月27日・9月14日・12月28日、2019年1月11日・3月29日・5月10日・11月8日、2020年2月14日
演芸おんせん
2020年9月4日・12月11日、2021年2月5日・5月28日・7月9日・8月6日・12月10日、2022年7月15日・8月26日・9月2日11月11日

### ネット配信
- GERANEXT（お笑いラジオアプリGERA、2020年10月14日）
- オールナイトニッポンPODCAST（ニッポン放送 PODCAST STATION、2023年4月パーソナリティ）

### ライブ
- ロビンソンズツーマンライブ第二弾 「VSスーパーニュウニュウ」渋谷Loft9（2021年5月19日）
  - ワタナベエンターテインメント所属・ロビンソンズとマセキ芸能社所属・スーパーニュウニュウとのツーマンライブ・ゲスト[38]
- マイナビ Laughter Night「第7回チャンピオンLIVE」有楽町よみうりホール（TBSラジオ、2021年10月16日[14]）